# 大迪门岛
大迪门岛，法罗群岛南部岛屿，总面积2.7平方公里。总人口10人（2022年8月）。
该岛只有在晴朗和平静气候下才可以从海上登岸，但全年一周两次有直升机服务。岛上有一个灯塔。

## 人口
在1920年以前还能看到一个教堂的遗址，但现今已无迹可寻。岛上有两座山峰，海拔分别为396米和308米。自13世纪起岛上住着很多家庭，但现仅只有两个家庭7个人常住在岛上。

## 重点鸟区
大迪门岛被國際鳥盟列为重点鸟区。岛上为很多海鸟的繁殖地方，特别是北极海鹦（40,000对）、European storm petrel（15,000对）及Black guillemot（50对）。

## 图集

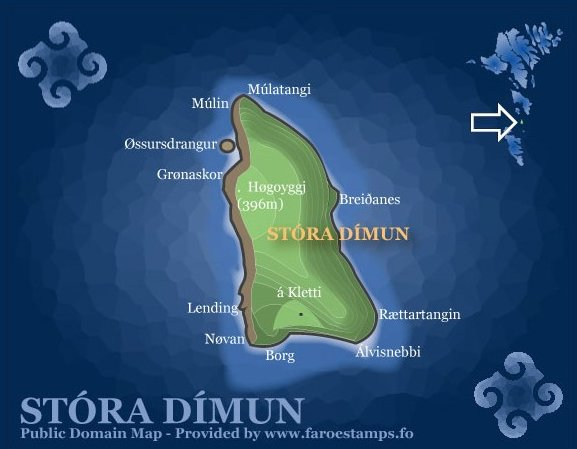
大迪门岛地图
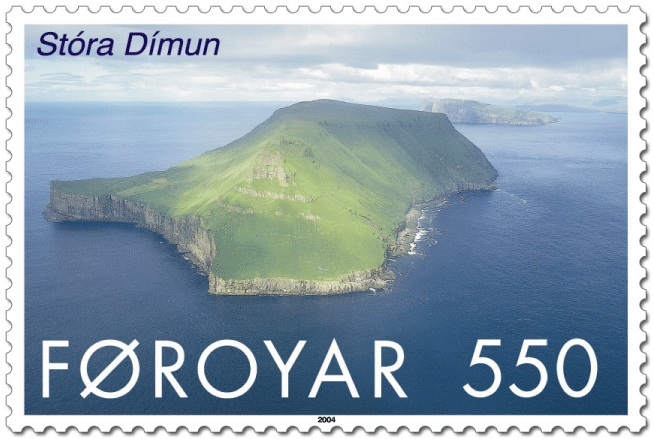
邮票上的大迪门岛
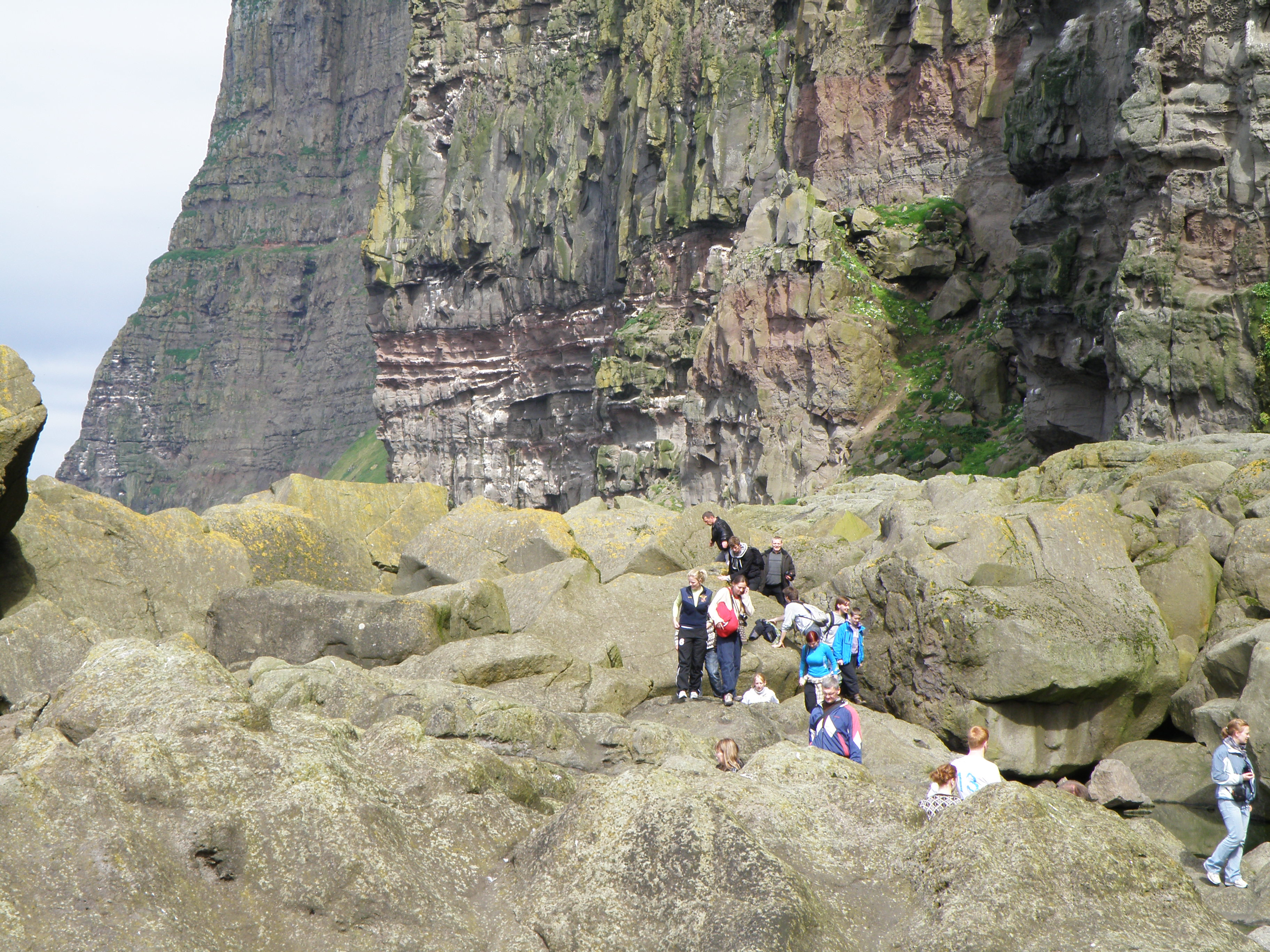
大迪门岛的海岸
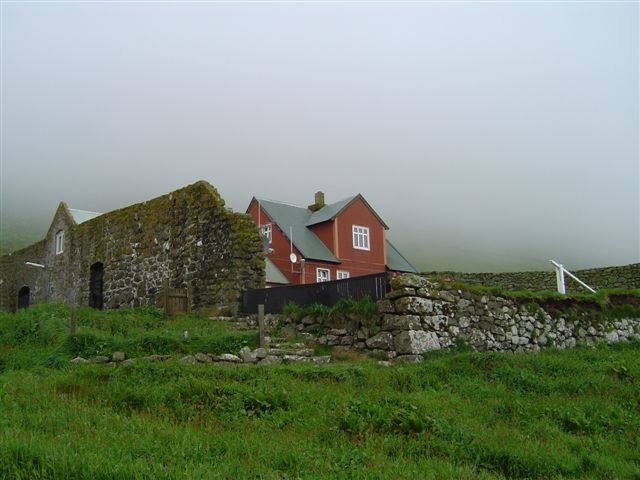
岛上的农场